# A Mail Order Hypnotist
A Mail Order Hypnotist er en amerikansk stumfilm fra 1912.

## Medvirkende
- Adrienne Kroell som May Johnson.
- Tommy Flynn som Lucius Milker.
- Edgar G. Wynn som Jim Hudson.
- John Lancaster.